# McEwan's
McEwan's es una empresa de cerveza que se originó en Edimburgo, Escocia y es propiedad de Marston's Brewery. William McEwan abrió Fountain Brewery en Fountainbridge, Edimburgo, en 1856. La firma experimentó varias fusiones en el siglo siguiente, incluso con su rival local William Younger's, y más tarde con Newcastle Breweries para formar Scottish & Newcastle. La marca McEwan's pasó a Heineken en 2008 después de la compra de las operaciones británicas de Scottish & Newcastle. Heineken vendió la marca a Wells & Young's en 2011.
McEwan's es más conocida por 80/-, una cerveza pesada, y Export, una India Pale Ale. Todas las cervezas de barril (excepto el mejor whisky escocés) se preparan en Caledonian Brewery en Edimburgo, mientras que las cervezas enlatadas y embotelladas se producen en Eagle Brewery en Bedford, Inglaterra. Las cervezas se venden predominantemente en Escocia y el noreste de Inglaterra.
A pesar de ser la presencia dominante en la industria cervecera escocesa durante alrededor de un siglo, las marcas de McEwan fueron descuidadas por Scottish & Newcastle, que se concentraron en sus marcas globales. Las cervezas de McEwan fueron eclipsadas por las cervezas amargas y Belhaven Best de John Smith y las cervezas acondicionadas en barriles como Deuchars IPA, mientras que la cerveza dorada quedó por detrás de la de Tennent's.
McEwan es conocido por su mascota caballerosa, basada ampliamente en la pintura de Frans Hals, el retrato Laughing Cavalier, que se usa desde la década de 1930. La compañía era un patrocinador bien conocido de numerosos equipos de fútbol a lo largo de la década de 1980 y 90, en particular el equipo ganador de la Premier League de Blackburn Rovers, y el Rangers.
En mayo de 2017, Charles Wells Ltd vendió su negocio cervecero actual (incluido McEwan's) a Marston's.